# ジャカード
ジャカード （英: Jaccard, Jacquard）という語を食肉加工と料理の分野で用いる場合、テンダライザー（英: tenderizer。針状の刃を多数並べた機具で、肉質を軟化させたり、味付けをしやすくする目的で、刺し通すことによって肉の筋を切断する）の一種あるいは一商標（ジャカード社の登録商標）である。
また、テンダライザーは、広義では食品原料（食肉、魚介類、青果物など）をテンダライズする（原形を保ったままで硬い筋や繊維を短く切断する）用具を意味するため、肉専用のそれを表すのには「ミートテンダライザー（英: meat tenderizer）」という語が用いられる。
ただ、複雑な構造をもたない筋切り用具であるミートハンマー（ミートマレット）も「テンダライザー」「ミートテンダライザー」の名で（英語でも日本語でも）通用しているため、言語的には混乱している（『ミートハンマー〈ミートマレット〉』と『ジャカード』は完全に異なる物を指すが、双方とも別名として用いられる『テンダライザー』および『ミートテンダライザー』は完全同音異義語になっている）。
日本語慣用の別名（表記揺れ）として「ジャガード」もある。また、日本語「テンダライザー」の表記揺れとして、長音省略形「テンダライザ」や略語「テンダ」もある。また、工場などで使われる産業機械規模の刃物切断型のミートテンダライザーは、これを「ジャカード」と呼ぶことは無い。

## 概要
ミートハンマーと同じく、食肉をステーキやとんかつなどに料理する際に、柔らかく食べやすくなるように処理することを目的とした「ミートテンダライザー」の一種である。
形状は、複数の針が付いた櫛もしくは華道の剣山のようなものである。針の代わりに彫刻刀の平刀のような刃先になった商品もある。家庭用ではこれに片手で扱えるような取っ手がついているが、飲食店などの業務用では、レバーの付いたプレス機のような大型のものもある。

## 使用法
家庭用を例に説明すると、まな板の上に、これからステーキやとんかつなどに調理する厚手の生肉を載せ、その上から、このジャカードを垂直に押し込む。これを複数個所行う。なお、刃先が肉を貫通して、刃先やまな板を傷付けないように、刃先の挿入長を調整できる商品もある。
こうすることにより、肉の繊維が刃先で切断され、調理後、柔らかい食感を得ることができる。

## 効用
肉が柔らかくなる効果の他、肉に開いた穴からその後の調理過程で調味料が肉の内部にまでしみ込みやすくなるという利点もある。

## 注意点
冷凍肉や骨つき肉などには使用できない。また、肉に開いた穴からその後の調理過程で肉汁が損失することがある。
この他、洗浄により常に衛生状態を良くしておかないと、刃先についた雑菌を肉の内部に混入させることになる。この状態でその後、レアの焼き加減のステーキに調理したものを食べたりすると、食中毒を起こす危険性がある。そのため、飲食店の中には、ジャカードの使用を禁じているところもある。